# Abisinia
Abisinia  (sau Al-Habash) este o regiune din Cornul Africii. Situată în nordul actualului stat Etiopia, la est de Sudan și de Eritreea, ea este locuită de habasha sau abisinieni. Ei au fost pentru prima dată evocați în secolul I d.Hr. într-o povestire a unui călător grec, Periplul de la marea Eritreii, ca practicând un comerț vast cu Egiptul. Documentul evocă și o puternică relație cu „Țara tămâii”, regiunea Mehri din Yemen, care va fi marcată prin povestirile asociate Reginei din Saba. 
Abisinia a fost asimilată Imperiului Etiopian, ai cărei locuitori sunt desemnați sub numele de habasha.

## Bibligrafie
- fr  – Bureau (Jacques), Ethiopie. Un drame impérial et rouge, Paris, Ramsay, 1987, 317 p.
- en  – Ullendorff (Edward) [1965], The Ethiopians. An introduction to Country and People London, Oxford University Press, 2e ed. (1re ed. 1960), 235 p.